# متطلبات الحصول على تأشيرة لمواطني قبرص
متطلبات الحصول على التأشيرة للمواطنين القبارصة، هي قيود الدخول الإدارية من قبل سلطات الدول الأخرى المفروضة على مواطني قبرص. في عام 2015 كان المواطنين القبارصة لا يحتاجون لتأشيرة دخول أو تأشيرة عند الوصول لـ 158 دولة وإقليم.

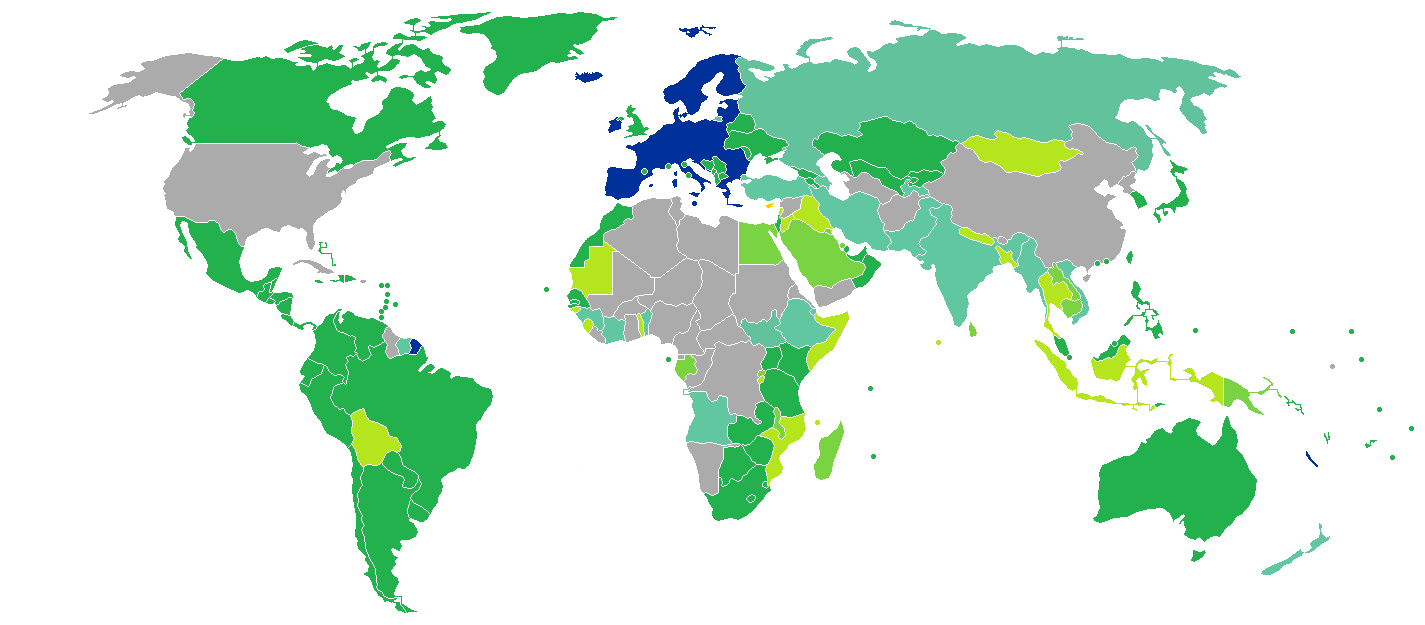
متطلبات الحصول على تأشيرة للمواطنين القبارصة

## متطلبات التأشيرة
| البلد أو الإقليم                                      | متطلبات التأشيرة                 | ملاحظات (باستثناء رسوم المغادرة) |
| ----------------------------------------------------- | -------------------------------- | --- |
| أفغانستان                                             | التأشيرة مطلوبة                  | |
| ألبانيا                                               | التأشيرة غير مطلوبة              | 90 يوماً; ID card valid |
| الجزائر                                               | التأشيرة مطلوبة                  | |
| أندورا                                                | التأشيرة غير مطلوبة              | ID card valid |
| أنغولا                                                | التأشيرة مطلوبة                  | |
| أنتيغوا وباربودا                                      | التأشيرة غير مطلوبة              | 3 months |
| الأرجنتين                                             | التأشيرة غير مطلوبة              | 90 يوماً |
| أرمينيا                                               | التأشيرة غير مطلوبة              | 180 يوماً |
| أستراليا and territories                              | eVisitor                         | 90 يوماً on each visit in 12-month period if granted.                                                                                                  |
| النمسا                                                | التأشيرة غير مطلوبة              | Freedom of movement; ID card valid |
| أذربيجان                                              | التأشيرة مطلوبة                  | |
| البهاما                                               | التأشيرة غير مطلوبة              | 3 months |
| البحرين                                               | تأشيرة عند الوصول                | 14 يوماً. Visa is also obtainable online. |
| بنغلاديش                                              | تأشيرة عند الوصول                | 30 يوماً |
| باربادوس                                              | التأشيرة غير مطلوبة              | 3 months |
| روسيا البيضاء                                         | التأشيرة مطلوبة                  | |
| بلجيكا                                                | التأشيرة غير مطلوبة              | Freedom of movement; ID card valid |
| بليز                                                  | التأشيرة غير مطلوبة              | 1 month |
| بنين                                                  | التأشيرة مطلوبة                  | |
| بوتان                                                 | التأشيرة مطلوبة                  | |
| بوليفيا                                               | تأشيرة عند الوصول                | 90 يوماً |
| البوسنة والهرسك                                       | التأشيرة غير مطلوبة              | 90 يوماً; ID card valid |
| بوتسوانا                                              | التأشيرة غير مطلوبة              | 90 يوماً |
| البرازيل                                              | التأشيرة غير مطلوبة              | 90 يوماً |
| بروناي                                                | التأشيرة غير مطلوبة              | 90 يوماً |
| بلغاريا                                               | التأشيرة غير مطلوبة              | Freedom of movement; ID card valid |
| بوركينا فاسو                                          | التأشيرة مطلوبة                  | |
| بوروندي                                               | التأشيرة مطلوبة                  | |
| كمبوديا                                               | تأشيرة عند الوصول                | 30 يوماً. Visa is also obtainable online. |
| الكاميرون                                             | التأشيرة مطلوبة                  | |
| كندا                                                  | التأشيرة غير مطلوبة              | 6 months; eTA required if arriving by air from March 15, 2016.                                                                                        |
| الرأس الأخضر                                          | تأشيرة عند الوصول                | |
| جمهورية أفريقيا الوسطى                                | التأشيرة مطلوبة                  | |
| تشاد                                                  | التأشيرة مطلوبة                  | |
| تشيلي                                                 | التأشيرة غير مطلوبة              | 90 يوماً |
| China                                                 | التأشيرة مطلوبة                  | 72-hours visa free visit when in transit at بكين، تشنغدو، تشونغتشينغ، داليان، غوانزو، غويلين، شانغهاي، شنيانغ and شيان.                               |
| كولومبيا                                              | التأشيرة غير مطلوبة              | 180 يوماً |
| جزر القمر                                             | تأشيرة عند الوصول                | |
| جمهورية الكونغو                                       | التأشيرة مطلوبة                  | |
| جمهورية الكونغو الديمقراطية                           | التأشيرة مطلوبة                  | |
| كوستاريكا                                             | التأشيرة غير مطلوبة              | 90 يوماً |
| ساحل العاج                                            | التأشيرة مطلوبة                  | |
| كرواتيا                                               | التأشيرة غير مطلوبة              | 90 يوماً; ID card valid |
| كوبا                                                  | Tourist Card required            | |
| جمهورية التشيك                                        | التأشيرة غير مطلوبة              | Freedom of movement; ID card valid |
| الدنمارك and territories                              | التأشيرة غير مطلوبة              | Freedom of movement (DK); ID card valid |
| جيبوتي                                                | تأشيرة عند الوصول                | |
| دومينيكا                                              | التأشيرة غير مطلوبة              | 90 يوماً in any 180-يوماً |
| جمهورية الدومينيكان                                   | التأشيرة غير مطلوبة              | 90 يوماً (10 USD Tourist Card must be purchased upon arrival)                                                                                          |
| الإكوادور                                             | التأشيرة غير مطلوبة              | 90 يوماً |
| مصر                                                   | تأشيرة عند الوصول                | 30 يوماً |
| إلسالفادور                                            | التأشيرة غير مطلوبة              | 3 months |
| غينيا الاستوائية                                      | التأشيرة مطلوبة                  | |
| إريتريا                                               | التأشيرة مطلوبة                  | |
| إستونيا                                               | التأشيرة غير مطلوبة              | Freedom of movement; ID card valid |
| إثيوبيا                                               | التأشيرة مطلوبة                  | |
| فيجي                                                  | التأشيرة غير مطلوبة              | 4 months |
| فنلندا                                                | التأشيرة غير مطلوبة              | Freedom of movement; ID card valid |
| فرنسا and territories                                 | التأشيرة غير مطلوبة              | Freedom of movement (in مناطق فرنسا); ID card valid                                                                                                   |
| الغابون                                               | التأشيرة مطلوبة                  | |
| غامبيا                                                | التأشيرة غير مطلوبة              | 90 يوماً |
| جورجيا                                                | التأشيرة غير مطلوبة              | 90 يوماً within 180 يوماً; ID card valid |
| ألمانيا                                               | التأشيرة غير مطلوبة              | Freedom of movement; ID card valid |
| غانا                                                  | التأشيرة مطلوبة                  | |
| اليونان                                               | التأشيرة غير مطلوبة              | Freedom of movement; ID card valid |
| غرينادا                                               | التأشيرة غير مطلوبة              | 90 يوماً in any 180-يوماً |
| غواتيمالا                                             | التأشيرة غير مطلوبة              | 90 يوماً |
| غينيا                                                 | التأشيرة مطلوبة                  | |
| غينيا بيساو                                           | تأشيرة عند الوصول                | 90 يوماً |
| غيانا                                                 | التأشيرة مطلوبة                  | |
| هايتي                                                 | التأشيرة غير مطلوبة              | 90 يوماً |
| هندوراس                                               | التأشيرة غير مطلوبة              | 3 months |
| المجر                                                 | التأشيرة غير مطلوبة              | Freedom of movement; ID card valid |
| آيسلندا                                               | التأشيرة غير مطلوبة              | Freedom of movement; ID card valid |
| الهند                                                 | التأشيرة مطلوبة                  | |
| إندونيسيا                                             | التأشيرة غير مطلوبة              | 30 يوماً |
| إيران                                                 | تأشيرة عند الوصول                | 30 يوماً |
| العراق                                                | التأشيرة مطلوبة                  | تأشيرة عند الوصول for 15 يوماً at أربيل and السليمانية airports.                                                                                       |
| أيرلندا                                               | التأشيرة غير مطلوبة              | Freedom of movement; ID card valid |
| إسرائيل                                               | التأشيرة غير مطلوبة              | 3 months |
| إيطاليا                                               | التأشيرة غير مطلوبة              | Freedom of movement; ID card valid |
| جامايكا                                               | التأشيرة غير مطلوبة              | |
| اليابان                                               | التأشيرة غير مطلوبة              | 90 يوماً |
| الأردن                                                | Free تأشيرة عند الوصول           | Conditions apply |
| كازاخستان                                             | التأشيرة مطلوبة                  | |
| كينيا                                                 | التأشيرة غير مطلوبة              | 3 months |
| كيريباتي                                              | التأشيرة غير مطلوبة              | 30 يوماً |
| كوريا الشمالية                                        | التأشيرة مطلوبة                  | |
| كوريا الجنوبية                                        | التأشيرة غير مطلوبة              | 30 يوماً |
| الكويت                                                | تأشيرة عند الوصول                | 3 months |
| قيرغيزستان                                            | تأشيرة عند الوصول                | 60 يوماً |
| لاوس                                                  | تأشيرة عند الوصول                | 30 يوماً |
| لاتفيا                                                | التأشيرة غير مطلوبة              | Freedom of movement; ID card valid |
| لبنان                                                 | Free تأشيرة عند الوصول           | 1 month, extendable |
| ليسوتو                                                | التأشيرة غير مطلوبة              | |
| ليبيريا                                               | التأشيرة مطلوبة                  | |
| ليبيا                                                 | التأشيرة مطلوبة                  | |
| ليختنشتاين                                            | التأشيرة غير مطلوبة              | Freedom of movement; ID card valid |
| ليتوانيا                                              | التأشيرة غير مطلوبة              | Freedom of movement; ID card valid |
| لوكسمبورغ                                             | التأشيرة غير مطلوبة              | Freedom of movement; ID card valid |
| مقدونيا                                               | التأشيرة غير مطلوبة              | 90 يوماً; ID card valid |
| مدغشقر                                                | Free تأشيرة عند الوصول           | 30 يوماً |
| مالاوي                                                | تأشيرة عند الوصول                | |
| ماليزيا                                               | التأشيرة غير مطلوبة              | 30 يوماً |
| جزر المالديف                                          | تأشيرة عند الوصول                | 30 يوماً |
| مالي                                                  | التأشيرة مطلوبة                  | |
| جزر مارشال                                            | Free تأشيرة عند الوصول           | 90 يوماً |
| موريتانيا                                             | تأشيرة عند الوصول                | |
| موريشيوس                                              | التأشيرة غير مطلوبة              | 90 يوماً |
| المكسيك                                               | التأشيرة غير مطلوبة              | 180 يوماً |
| Micronesia                                            | التأشيرة غير مطلوبة              | 30 يوماً |
| مولدوفا                                               | التأشيرة غير مطلوبة              | 90 يوماً |
| موناكو                                                | التأشيرة غير مطلوبة              | ID card valid |
| منغوليا                                               | التأشيرة غير مطلوبة              | 30 يوماً; until 12/2015 |
| الجبل الأسود                                          | التأشيرة غير مطلوبة              | 90 يوماً; ID card valid |
| المغرب                                                | التأشيرة غير مطلوبة              | 90 يوماً |
| موزمبيق                                               | تأشيرة عند الوصول                | 30 يوماً |
| بورما                                                 | تأشيرة إلكترونية                 | 28 يوماً, تأشيرة إلكترونية holders must arrive via Yangon، Nay Pyi Taw or مطار ماندالاي الدولي airports.                                               |
| ناميبيا                                               | التأشيرة مطلوبة                  | |
| ناورو                                                 | التأشيرة مطلوبة                  | |
| النيبال                                               | تأشيرة عند الوصول                | 90 يوماً |
| هولندا and territories                                | التأشيرة غير مطلوبة              | Freedom of movement (هولندا); ID card valid |
| نيوزيلندا and territories                             | التأشيرة غير مطلوبة              | 3 months |
| نيكاراغوا                                             | التأشيرة غير مطلوبة              | 90 يوماً |
| النيجر                                                | التأشيرة مطلوبة                  | |
| نيجيريا                                               | التأشيرة مطلوبة                  | |
| النرويج                                               | التأشيرة غير مطلوبة              | Freedom of movement; ID card valid |
| عمان                                                  | تأشيرة عند الوصول                | |
| باكستان                                               | التأشيرة مطلوبة                  | تأشيرة عند الوصول when travelling on business valid for 30 يوماً. Conditions apply.                                                                    |
| بالاو                                                 | تأشيرة عند الوصول                | 30 يوماً |
| بنما                                                  | التأشيرة غير مطلوبة              | 180 يوماً |
| بابوا غينيا الجديدة                                   | Free تأشيرة عند الوصول           | 60 يوماً |
| باراغواي                                              | التأشيرة غير مطلوبة              | 90 يوماً |
| البيرو                                                | التأشيرة غير مطلوبة              | 183 يوماً |
| فلبين                                                 | التأشيرة غير مطلوبة              | 30 يوماً |
| بولندا                                                | التأشيرة غير مطلوبة              | Freedom of movement; ID card valid |
| البرتغال                                              | التأشيرة غير مطلوبة              | Freedom of movement; ID card valid |
| قطر                                                   | تأشيرة عند الوصول                | 1 month |
| رومانيا                                               | التأشيرة غير مطلوبة              | Freedom of movement; ID card valid |
| روسيا                                                 | التأشيرة مطلوبة                  | |
| رواندا                                                | التأشيرة مطلوبة                  | Visa is obtained online. |
| سانت كيتس ونيفيس                                      | التأشيرة غير مطلوبة              | 3 months |
| سانت لوسيا                                            | التأشيرة غير مطلوبة              | 90 يوماً in any 180-يوماً |
| سانت فينسنت والغرينادين                               | التأشيرة غير مطلوبة              | 90 يوماً in any 180-يوماً |
| ساموا                                                 | التأشيرة غير مطلوبة              | 90 يوماً in any 180-يوماً |
| سان مارينو                                            | التأشيرة غير مطلوبة              | ID card valid |
| ساو تومي وبرينسيب                                     | التأشيرة غير مطلوبة              | 15 يوماً |
| السعودية                                              | التأشيرة مطلوبة                  | |
| السنغال                                               | التأشيرة غير مطلوبة              | 90 يوماً |
| صربيا                                                 | التأشيرة غير مطلوبة              | 90 يوماً; ID card valid |
| سيشل                                                  | Free Visitor's Permit on arrival | 1 month |
| سيراليون                                              | التأشيرة مطلوبة                  | |
| سنغافورة                                              | التأشيرة غير مطلوبة              | 90 يوماً |
| سلوفاكيا                                              | التأشيرة غير مطلوبة              | Freedom of movement; ID card valid |
| سلوفينيا                                              | التأشيرة غير مطلوبة              | Freedom of movement; ID card valid |
| جزر سليمان                                            | Free Visitor's permit on arrival | 3 months |
| الصومال                                               | تأشيرة عند الوصول                | 30 يوماً, provided an invitation letter issued by the sponsor has been submitted to the Airport Immigration Department at least 2 يوماً before arrival. |
| جنوب أفريقيا                                          | التأشيرة غير مطلوبة              | 30 يوماً |
| جنوب السودان                                          | التأشيرة مطلوبة                  | |
| إسبانيا                                               | التأشيرة غير مطلوبة              | Freedom of movement; ID card valid |
| سريلانكا                                              | إذن سفر إلكتروني                 | 30 يوماً |
| السودان                                               | التأشيرة مطلوبة                  | |
| سورينام                                               | التأشيرة مطلوبة                  | |
| سوازيلاند                                             | التأشيرة غير مطلوبة              | 30 يوماً |
| السويد                                                | التأشيرة غير مطلوبة              | Freedom of movement; ID card valid |
| سويسرا                                                | التأشيرة غير مطلوبة              | Freedom of movement; ID card valid |
| سوريا                                                 | التأشيرة مطلوبة                  | |
| طاجيكستان                                             | تأشيرة عند الوصول                | 45 يوماً |
| تنزانيا                                               | التأشيرة غير مطلوبة              | 90 يوماً |
| تايلاند                                               | تأشيرة عند الوصول                | 15 يوماً |
| تيمور الشرقية                                         | التأشيرة غير مطلوبة              | 90 يوماً in any 180-يوماً |
| توغو                                                  | تأشيرة عند الوصول                | 7 يوماً |
| تونغا                                                 | التأشيرة غير مطلوبة              | 90 يوماً in any 180-يوماً |
| ترينيداد وتوباغو                                      | التأشيرة غير مطلوبة              | 90 يوماً in any 180-يوماً |
| تونس                                                  | التأشيرة مطلوبة                  | |
| تركيا                                                 | تأشيرة إلكترونية                 | 1 month |
| تركمانستان                                            | التأشيرة مطلوبة                  | |
| توفالو                                                | Free تأشيرة عند الوصول           | 1 month |
| أوغندا                                                | التأشيرة غير مطلوبة              | 3 months |
| أوكرانيا                                              | التأشيرة غير مطلوبة              | 90 يوماً |
| الإمارات العربية المتحدة                              | التأشيرة غير مطلوبة              | 90 يوماً within 180 يوماً |
| المملكة المتحدة · excluding some Overseas territories | التأشيرة غير مطلوبة              | Freedom of movement (in Constituent countries); ID card valid                                                                                         |
| الولايات المتحدة                                      | التأشيرة مطلوبة                  | |
| أوروغواي                                              | التأشيرة غير مطلوبة              | 90 يوماً |
| أوزبكستان                                             | التأشيرة مطلوبة                  | |
| فانواتو                                               | التأشيرة غير مطلوبة              | 90 يوماً in any 180-يوماً |
| الفاتيكان                                             | التأشيرة غير مطلوبة              | ID card valid |
| فنزويلا                                               | التأشيرة غير مطلوبة              | 90 يوماً |
| فيتنام                                                | التأشيرة مطلوبة                  | |
| اليمن                                                 | التأشيرة مطلوبة                  | |
| زامبيا                                                | التأشيرة غير مطلوبة              | 90 يوماً |
| زيمبابوي                                              | التأشيرة غير مطلوبة              | 3 months |

## الأقاليم ومناطق الحكم الذاتي والدول المعترف بها جزئياً
متطلبات الحصول على التأشيرة للمواطنين القبارصة لزيارة الأراضي المختلفة، والمناطق المتنازع عليها، الدول المعترف بها جزئياً والمناطق المحظورة:
أوروبا
- أبخازيا — التأشيرة مطلوبة.[205]
- جبل آثوس — Special permit required (4 يوماً: 25 يورو for أرثوذكسية شرقية visitors, 35 يورو for non-Orthodox visitors, 18 يورو for students). There is a visitors' quota: maximum 100 أرثوذكسية شرقية and 10 non-Orthodox per day and women are not allowed.[206][207]
- Belovezhskaya Pushcha National Park — visa-free for 3 يوماً;[208] must first obtain an electronic pass.[209]
- القرم — Visa issued by Russia is required.[210]
- جزر فارو — التأشيرة غير مطلوبة.[211]
- جبل طارق — التأشيرة غير مطلوبة.[212]
- جزيرة جيرنزي – التأشيرة غير مطلوبة.[213]
- آلدرني – التأشيرة غير مطلوبة.[214]
- سارك – التأشيرة غير مطلوبة.[215]
- جزيرة مان — التأشيرة غير مطلوبة.[216][217]
- يان ماين — permit issued by the local police required for staying for less than 24 hours[218] and permit issued by the Norwegian police for staying for more than 24 hours.[219]
- جزيرة جيرزي – التأشيرة غير مطلوبة.[220]
- كوسوفو — visa free for 90 يوماً.[221]
- جمهورية مرتفعات قرة باغ — التأشيرة مطلوبة (issued for single entry for 21 يوماً/1/2/3 months or multiple entry visa for 1/2/3 months).[222][223] Travellers with جمهورية مرتفعات قرة باغ visa (expired or valid) or evidence of travel to جمهورية مرتفعات قرة باغ (stamps) will be permanently denied entry to أذربيجان.[224]
- مدينة مغلقة — special authorization required.[225]
- أوسيتيا الجنوبية — Visa free. Multiple entry visa to روسيا and three day prior notification are required to enter South Ossetia.[226][227]
- ترانسنيستريا — Visa free. Registration required after 24h.[228][229]

أفريقيا
- إريتريا (outside أسمرة) — visa covers أسمرة only; to travel in the rest of the country, a Travel Permit for Foreigners is required (20 ناكفا).[230]
- الجمهورية العربية الصحراوية الديمقراطية (المنطقة الحرة) — التأشيرة غير مطلوبة up to 3 months.[231]
- الصومال — Visa issued on arrival (30 يوماً for 30 دولار أمريكيs, payable on arrival).[232][233]
- السودان — All foreigners traveling more than 25 kilometers outside of الخرطوم must obtain a travel permit.
- دارفور — Separate travel permit is required.[234]

آسيا
- هونغ كونغ — التأشيرة غير مطلوبة for 90 يوماً.[235]
- الهند — Protected Area Permit (PAP) required for whole states of ناجالاند and سيكيم and parts of states مانيبور، أروناجل برديش، أوتاراخند، جامو وكشمير، راجستان، هيماجل برديش. Restricted Area Permit (RAP) required for all of جزر أندمان ونيكوبار and parts of سيكيم. Some of these requirements are occasionally lifted for a year.[236][237][238][239][240][241]
- كردستان العراق — تأشيرة عند الوصول for 15 يوماً is available at أربيل and السليمانية airports.[85]
- كازاخستان — Special permission required for the town of بايكونور and surrounding areas in أوبليس كيزيلوردا, and the town of Gvardeyskiy near ألماتي.[242]
- كيش (جزيرة) — Visitors to كيش (جزيرة) do not require a visa.[243]
- ماكاو — التأشيرة غير مطلوبة for 90 يوماً.[244]
- صباح (ماليزيا) and سراوق — These states have their own immigration authorities and passport is required to travel to them, however the same visa applies.[245]
- جزر المالديف — With the exception of the capital ماليه, tourists are generally prohibited from visiting non-resort islands without the express permission of the Government of Maldives.[246]
- فلسطين — التأشيرة غير مطلوبة. Arrival by sea to قطاع غزة not allowed.[247][248]
- تايوان — التأشيرة غير مطلوبة for 90 يوماً.[249]
- مقاطعة بدخشان الجبلية ذاتية الحكم — OIVR permit required (15+5 ساماني طاجيكي) and another special permit (free of charge) is required for بحيرة ساريز.[250][251][252]
- تركمانستان — A special permit, issued prior to arrival by Ministry of Foreign Affairs, is required if visiting the following places: كيركي، Cheleken، داشوغوز، سرخس (تركمانستان) and سرحد أباد.[253]
- منطقة التبت ذاتية الحكم — Tibet Travel Permit required (10 دولار أمريكي).[254][255][256]
- المنطقة المنزوعة السلاح — restricted zone.
- قوة الأمم المتحدة لمراقبة فض الاشتباك and غجر (قرية) — restricted zones.
- فو كوك — can visit without a visa for up to 30 يوماً.[257]
- اليمن — Special permission needed for travel outside صنعاء or عدن.[258]

البحر الكاريبي وشمال الأطلنطي
- أنغويلا — التأشيرة غير مطلوبة for 3 months.[259][260]
- أروبا — التأشيرة غير مطلوبة for 30 يوماً.[261]
- بونير، سينت أوستاتيوس and سابا — التأشيرة غير مطلوبة for 3 months.[262]
- برمودا — التأشيرة غير مطلوبة for 21 يوماً (extendable).[263][264]
- الجزر العذراء البريطانية — التأشيرة غير مطلوبة for 1 month (extendable).[265][266]
- جزر كايمان — التأشيرة غير مطلوبة for 6 months.[267][268]
- كولومبيا — Visitors arriving at مطار غوستافو روجاس بينيلا الدولي and Leticia must buy tourist cards on arrival.[269]
- كوراساو — التأشيرة غير مطلوبة for 3 months.[270]
- مونتسرات — التأشيرة غير مطلوبة for 6 months.[271]
- غرينلاند — التأشيرة غير مطلوبة.[211]
- جزيرة مارغريتا — All visitors are fingerprinted.[272]
- بورتوريكو — التأشيرة مطلوبة.[273]
- سان بيار وميكلون — التأشيرة غير مطلوبة.[274]
- سينت مارتن — التأشيرة غير مطلوبة for 3 months.[275]
- جزر توركس وكايكوس — التأشيرة غير مطلوبة for 90 يوماً.[276][277]
- الجزر العذراء الأمريكية — التأشيرة مطلوبة.[273]

أوقيانوسيا
- ساموا الأمريكية — التأشيرة مطلوبة (entry permit).[278]
- جزر أشمور وكارتيير — special authorisation required.[279]
- جزيرة كليبرتون — special permit required.[280]
- جزر كوك — Visa free access for 31 يوماً.[281]
- Lau Province — Special permission required.[282]
- بولينزيا الفرنسية — التأشيرة غير مطلوبة.[283]
- غوام — التأشيرة مطلوبة.[273]
- كاليدونيا الجديدة — التأشيرة غير مطلوبة for 3 months.[284]
- نييوي — تأشيرة عند الوصول valid for 30 يوماً is issued free of charge.[285]
- جزر ماريانا الشمالية — التأشيرة غير مطلوبة.[286]
- جزر بيتكيرن — 14 يوماً visa free and landing fee 35 USD or tax of 5 USD if not going ashore.[287][288][289][290]
- الولايات المتحدة Minor Outlying Islands — special permits required for جزيرة بيكر، جزيرة هاولاند، جزيرة جارفيس، جزيرة جونستون المرجانية، شعب كينغمان المرجانية، جزر الميدواي، جزر بالميرا المرجانية and جزيرة ويك.[291][292][293][294][295][296][297]
- والس وفوتونا — التأشيرة غير مطلوبة.[298]

جنوب الأطلنطي والقارة القطبية الجنوبية
- جزر فوكلاند — Visitor Permit valid for 4 weeks is issued on arriva.[299][300]
- إقليم سانت هيلانة وتوابعه
  -  جزيرة أسينشين — Entry Permit must be obtained minimum 28 يوماً in advance (3 months for 20/30 جنيه إسترليني, single/double entry).[301]
  -  سانت هيلينا — Entry Permit (£25) for 183 يوماً is issued on arrival.[302]
  -  تريستان دا كونا — Permission to land required for 15/30 جنيه إسترليني (yacht/ship passenger) for Tristan da Cunha Island or 20 جنيه إسترليني for جزيرة غوف، Inaccessible Island or Nightingale Islands.[303]
- جورجيا الجنوبية وجزر ساندويتش الجنوبية — Pre-arrival permit from the Commissioner required (72 hours/1 month for 110/160 جنيه إسترليني).[304][305][306]
- القارة القطبية الجنوبية and adjacent islands — special permits required for  أراض فرنسية جنوبية وأنتارتيكية,  المقاطعة الأرجنتينية بالقارة القطبية الجنوبية,  أسترالياn Antarctic Territory,  تشيليan Antarctic Territory,  جزيرة هيرد وجزر ماكدونالد,  جزيرة بطرس الأول,  أرض الملكة مود,  منطقة روس.[307][308][309][310][311][312][313][314][315][316][317]

العالم العربي
- جامعة الدول العربية — Certain countries will deny access to holders of إسرائيلi visas or passport stamps of إسرائيل because of the Arab League boycott of إسرائيل. It is possible to get the stamp on a separate piece of paper.

## حقوق الحماية القنصلية في البلدان خارج الاتحاد الأوروبي
عندما يكون المواطن القبرصي في بلد خارج الاتحاد الأوروبي حيث لا توجد سفارة القبرصية، المواطنين القبارصة كمواطنين في الاتحاد الأوروبي لهم الحق في الحصول على الحماية القنصلية من سفارة أي بلد عضو في الاتحاد الأوروبي الموجودة في ذلك البلد.

## جوازات سفر غير عادية
لأصحاب فئات مختلفة من جوازات السفر القبرصية الرسمية الحق بالسفر بدون تأشيرة إلى البلدان التالية:
- الصين (جوازات سفر دبلوماسية أو الخدمة)
- كوبا (جوازات سفر دبلوماسية أو الخدمة)
- غيانا (جوازات سفر دبلوماسية أو الخدمة)
- مصر (الدبلوماسية، المسؤول الخدمة أو جوازات السفر الخاصة)
- الهند (جوازات سفر دبلوماسية أو رسمية)
- إيران (جوازات سفر دبلوماسية أو الخدمة)
- كازاخستان (جوازات سفر دبلوماسية أو الخدمة)
- الكويت (جوازات سفر دبلوماسية أو الخدمة)
- منغوليا (جوازات سفر دبلوماسية أو رسمية)
- قطر (جوازات سفر دبلوماسية)
- روسيا (جوازات دبلوماسية وجوازات الخدمة)
- الإمارات العربية المتحدة (الدبلوماسية أو خدمة أو جوازات السفر الخاصة)
- الرأس الأخضر (جوازات دبلوماسية وجوازات الخدمة)
- إثيوبيا (جوازات دبلوماسية وجوازات الخدمة)
- مالي (جوازات دبلوماسية وجوازات الخدمة)
- زيمبابوي (جوازات دبلوماسية وجوازات الخدمة)

## القيود المفروضة على استخدام جواز السفر
- جامعة الدول العربية و إيران: نتيجة المقاطعة العربية لإسرائيل، والعديد من دول الجامعة العربية وإيران ترفض دخول للمسافرين الذين تظهر أدلة من الدخول إلى إسرائيل أو تأشيرة إسرائيلية بجواز سفر.
- أذربيجان: أذربيجان ترفض دخول لمواطني جمهورية قبرص مع أصل أرمني. ينطبق هذا القيد على جميع البلدان.[318] كما أنها ترفض بشكل صارم دخول للأجانب بشكل عام الذي يظهر دليل على دخول جمهورية ناجورنو قرةباخ التي نصبت نفسها جواز سفر، معلنة لهم أنهم أشخاصاً غير مرغوب فيهم في أذربيجان.[319]